# Universidade de Cardife
A Universidade de Cardiff ou, nas suas formas portuguesas, de Cardife ou de Cardívio (em galês:  Prifysgol Caerdydd; em inglês:  Cardiff University) é uma instituição de investigação pública localizada em Cardiff, no País de Gales, Reino Unido. Fundada em 1883 como Colégio Universitário de Gales do Sul e Monmouthshire (em inglês: University College of South Wales and Monmouthshire), tornou-se a instituição fundadora da Universidade do País de Gales em 1893, e em 1997 tornou-se uma universidade independente. Foi agrupada ao Instituto de Ciência e Tecnologia da Universidade do País de Gales (UWIST) em 1988. A instituição adotou o nome público de Universidade de Cardife em 1999; e em 2005 este tornou-se seu nome legal, como uma universidade independente com as suas próprias certificações. É considerada a terceira universidade mais antiga do País de Gales, e abriga três faculdades: artes, humanidades e ciências sociais, ciências biomédicas e da vida; e ciências físicas e engenharia.
É o único membro galês do Grupo Russell no sector intensivo em investigação das universidades britânicas. Entre 2018 e 2019, a instituição teve um faturamento de 537,1 milhões de libras, incluindo 116 milhões de libras em bolsas e contratos de investigação.
A universidade manteve cerca de 23 960 matriculados na graduação e um total de 33 190 matrículas (de acordo com os dados da Agência de Estatísticas do Ensino Superior de 2018 e 2019), tendo-se tornado uma das dez maiores universidades do Reino Unido.